# لینکس کانادایی
لینکس کانادایی(Lynx canadensis) گونه‌ای از سرده‌ی لینکس با اندازه‌ای متوسط در آمریکای شمالی است که در سراسر آلاسکا، کانادا و مناطق شمالی سرزمین اصلی ایالات متحده آمریکا به هم پیوسته است. با پوست بلند و دارای خال های گرد متراکم، گوش‌های مثلثی شکل با تافت‌های سیاه در نوک و پنجه‌های پهن و شبیه کفش های برفی، میتوان این سیاه‌گوش را از بقیه گونه‌های سیاه‌گوش تشخیص داد. پاهای عقبی آن بلندتر از اندام های جلویی است، بنابراین پشت آنها به سمت پایین به سمت جلو متمایل می شود. قد وشق کانادایی ۴۸ تا ۵۶ سانتی متر در شانه و وزن آن بین ۵ تا ۱۷ کیلوگرم است. این وشق ها شناگر خوب و کوهنوردی چابک هستند. سیاه‌گوش کانادایی برای اولین بار توسط رابرت کر در سال ۱۷۹۲ توصیف شد. گفته میشود این جانور، سه زیرگونه دارد اما در معتبر بودن یا نبودن این نظریه، جای شک وجود دارد بنابراین بیشتر یک گونه تک‌نماد در نظر گرفته می شود.